# Kanton Gramat
Kanton Gramat (francouzsky Canton de Gramat) je francouzský kanton v departementu Lot v regionu Midi-Pyrénées. Tvoří ho 12 obcí.

## Obce kantonu
- Alvignac
- Le Bastit
- Bio
- Carlucet
- Couzou
- Gramat
- Lavergne
- Miers
- Padirac
- Rignac
- Rocamadour
- Thégra